# Quase Ministro
Quase Ministro é uma peça de teatro escrita por Machado de Assis, segundo o autor, "expressamente escrita para ser representada em um sarau literário e artístico dado a 22 de novembro do ano passado (1862), em casa de alguns amigos na rua da Quitanda". Mário de Alencar situa a produção teatral de Machado num esforço coletivo de criar um teatro genuinamente nacional que inspirou uma grande produção nas décadas de sessenta e setenta no século XIX. Trata-se de uma sátira política.

## Personagens
- Luciano Martins, deputado, forte candidato a ser indicado a alguma pasta do ministério que se formava;
- Dr. Silveira, primo de Martins, obcecado por cavalos e extrovertido;
- José Pacheco, escritor de política;
- Carlos Bastos, poeta;
- Mateus, inventor;
- Luiz Pereira, rico apadrinhador de políticos;
- Müller, empresário estrangeiro de ópera;
- Agapito, amigo familiar.

## Enredo
Correm boatos de que Luciano Martins é forte candidato a se tornar ministro. De manhã, recebe a visita de seu primo Silveira. Os dois começam a assistir a um cortejo de aproveitadores que vêm à casa de Martins e desejam tirar vantagem de sua suposta nomeação. Primeiro chega José Pacheco, que escreve política, e quer impor suas opiniões ao futuro ministro. Em seguida, Carlos Bastos, poeta presunçoso, que se oferece para cantar a glória de Martins. Depois dele, Mateus, um inventor desconhecido, que deseja vender ao futuro ministro uma invenção de artilharia. Então, chega Luiz Pereira, rico que deseja oferecer um jantar suntuoso a Martins, como afirma fazer com todos os ministros recém-nomeados, com o claro objetivo de conquistar alianças políticas. Por fim, chega Agapito com Müller, o empresário de ópera que deseja trazer companhias estrangeiras para o Brasil. Agapito insiste, pois está apaixonado por uma das cantoras. Martins fica desesperado com todos os personagens inconvenientes e vai para a cidade, deixando-os com seu primo, que os entretém. O deputado volta, finalmente, para desfazer os boatos e dizer que não será nomeado. Todos os aproveitadores fogem, em busca do verdadeiro ministro, para o grande alívio de Martins.